# Lamar Hunt Pioneer Cup
La Lamar Hunt Pioneer Cup è un trofeo calcistico conteso annualmente dal Columbus Crew e dal FC Dallas. Intitolato a Lamar Hunt, uno dei primi nonché maggiori investitori della Major League Soccer, è disputato infatti dalle due franchigie che il suo gruppo, l'Hunt Sports Group possedeva. Anche lo Sporting Kansas City apparteneva ad esso, ma fu venduto prima della creazione della Pioneer Cup nel 2007. Nel frattempo, anche il Columbus Crew ha cambiato proprietario, e così il Dallas resta l'unico club ancora controllato dall'Hunt Sports Group.

## Formula
Dal 2012 il trofeo viene assegnato alla squadra vincitrice dell'unico incontro tra i due club in programma durante la regular season della MLS. In caso di pareggio, la coppa va alla squadra con la miglior differenza reti nella storia della competizione.
Nelle prime due edizioni, la Pioneer Cup è stata disputata come singolo match prestagionale, mentre invece nella stagione 2011 nell'arco dei due incontri che i due club hanno disputato uno contro l'altro nella stagione regolare della MLS.

## Vincitore per anno
| Anno | Vincitore     | Risultato     |
| ---- | ------------- | ------------- |
| 2007 | Columbus Crew | 3-0           |
| 2010 | FC Dallas     | 2-1           |
| 2011 | Columbus Crew | 2-2           |
| 2012 | Columbus Crew | 2-1           |
| 2013 | Columbus Crew | 4-2           |
| 2014 | Columbus Crew | 1-1           |
| 2015 | FC Dallas     | 3-0           |
| 2016 | Columbus Crew | 1-1           |
| 2017 | Columbus Crew | 2-1           |
| 2018 | Columbus Crew | 0-0           |
| 2019 | Columbus Crew | 1-0           |
| 2020 | Columbus Crew | 2-2           |
| 2021 | non disputata | non disputata |